# Szymocice
Szymocice (deutsch Schymotschütz, 1936–1945 Simsforst) ist ein Dorf in der Landgemeinde Nendza im Powiat Raciborski der polnischen Woiwodschaft Schlesien.

## Ortsname
Heinrich Adamy besagt, dass der Ortsname vom Namen des biblischen Simon kommt. In seinem Werk über die Ortsnamen in Schlesien aus dem Jahr 1888 nennt er die älteste Form des Ortsnamens als Szymonowice, was bedeutet Dorf des Simon.

## Geschichte
Das Dorf ist ungefähr 1300 entstanden. Im Dorf befinden sich zwei Wegkapellen, eine aus dem Anfang des 20. Jahrhunderts und eine Holzkapelle aus dem Ende des 19. Jahrhunderts mit einer Holzstatue des Heiligen Johannes Nepomuk.